# Коклони, Георгия
Георгия Коклони (греч. Γεωργία Κοκλώνη; род. 7 мая 1981, Афины) — греческая легкоатлетка, специалистка по бегу на короткие дистанции. Выступала на профессиональном уровне в 1999—2016 годах, обладательница серебряной и бронзовой медалей чемпионатов Европы в помещении, победительница Средиземноморских игр, чемпионка Балкан, многократная чемпионка Греции, участница летних Олимпийских игр в Афинах.

## Биография
Георгия Коклони родилась 7 мая 1981 года в Афинах, Греция. Занималась лёгкой атлетикой в столичном клубе «Панеллиниос».
Впервые заявила о себе в сезоне 1999 года, когда в беге на 60 метров выиграла серебряную медаль на зимнем юниорском первенстве в Пирее.
В 2001 году бежала 60 метров на чемпионате мира в помещении в Лиссабоне. На молодёжном европейском первенстве в Амстердаме стала седьмой в индивидуальном беге на 100 метров и пятой в эстафете 4×100 метров. Заняла шестое место в эстафете 4×100 метров на чемпионате мира в Эдмонтоне.
В 2002 году в дисциплине 60 метров выиграла бронзовую медаль на чемпионате Европы в помещении в Вене, бежала 100 метров и эстафету 4×100 метров на чемпионате Европы в Мюнхене.
В 2003 году выступила на чемпионате мира в помещении в Бирмингеме, одержала победу на молодёжном европейском первенстве в Быдгоще, стартовала в эстафете 4×100 метров на чемпионате мира в Париже.
В 2004 году среди прочего участвовала в чемпионате мира в помещении в Будапеште. Благодаря череде успешных выступлений удостоилась права защищать честь страны на домашних летних Олимпийских играх в Афинах — в программе эстафеты 4×100 метров не смогла пройти дальше предварительного квалификационного этапа.
В 2005 году в беге на 60 метров стала серебряной призёркой на чемпионате Европы в помещении в Мадриде, установив при этом свой личный рекорд — 7,14. Также в этом сезоне выиграла 100 метров на чемпионате Балкан в Нови-Саде, стала пятой в эстафете 4×100 метров на Кубке Европы во Флоренции.
В 2006 году стартовала на чемпионате Европы в Гётеборге и на Кубке мира в Афинах.
В 2007 году бежала 60 метров на чемпионате Европы в помещении в Бирмингеме, дошла до полуфинала.
На Средиземноморских играх 2009 года в Пескаре дважды поднималась на пьедестал почёта: одержала победу в беге на 100 метров и вместе с соотечественницами стала бронзовой призёркой в эстафете 4×100 метров.
В 2010 году на чемпионате Греции в Патре превзошла всех соперниц и установила свой личный рекорд в беге на 100 метров — 11,24. В той же дисциплине финишировала третьей на командном чемпионате Европы в Бергене и седьмой на чемпионате Европы в Барселоне.
На чемпионате Европы в помещении 2011 года в Париже дошла до полуфинала в 60-метровом беге.
В 2014 году выиграла эстафету 4×100 метров на чемпионате Балкан в Питешти. На чемпионате Европы в Цюрихе дошла до полуфинала в дисциплине 100 метров, тогда как в эстафете 4×100 метров не смогла преодолеть предварительный квалификационный этап.
В 2015 году на чемпионате Европы в помещении в Праге в ходе предварительного забега 60 метров была дисквалифицирована.
В 2016 году победила в эстафете 4×100 метров на чемпионате Балкан в Питешти. По окончании сезона завершила спортивную карьеру.